# Stachybotrys
Stachybotrys és un gènere de fongs (floridures), hyphomycetes per reproducció asexual, fongs filamentosos. Històricament s'ha considerat estretament relacionats amb el gènere Memnoniella, Recent,ment, la sinonímia entre els dos gèneres ha estat generalment acceptada. La majoria d'espècie de Stachybotrys habiten en materials rics en cel·lulosa. Aquest gènere està molt estès geogràficament i conté unes 50 espècies. El seu nom prové de les paraules del grec "stakhus" (espiga; σταχυς) o "stachy" (progènie) i "botrus" (grup; βότρυς).
Les espècies més perilloses són S. chartarum (anteriorment coneguda com a S. atra) i S. chlorohalonata, que als Estats Units reben el nom comú de "black mold" (floridura negra) o "toxic black mold" i que estan associades amb una deficient qualitat de l'aire de l'interior dels edificis que sorgeix rere el creixement de fongs en materials dels edificis massa molls. Segons el Center for Disease Control and Prevention, el terme "toxic mold" (floridura tòxica) no és correcte perquè aquest fong en ell mateix no és tòxic ni verinós

## Símptomes de l'exposició deStachybotrysen els humans
Hi va haver una controvèrsia als Estats Units a la dècada de 1990 arran de la mort de dos infants i molts casos més que hi va haver en zones pobres de Cleveland, Ohio degudes a hemorràgia pulmonar que inicialment es va associar a l'exposició a alts nivells de Stachybotrys chartarum. Altres anàlisis posteriors no van trobar aquesta relació.

## Taxonomia
- Stachybotrys albipes (Berk. & Broome) S.C. Jong & Davis (1976)
- Stachybotrys alternans Bonord. (1851)
- Stachybotrys breviuscula McKenzie (1991)
- Stachybotrys chartarum (Ehrenb.) S. Hughes (1958)
- Stachybotrys chlorohalonata  B. Andersen & Thrane (2003)
- Stachybotrys cylindrospora C.N. Jensen (1912)
- Stachybotrys dichroa Grove (1886)
- Stachybotrys elegans (Pidopl.) W. Gams (1980)
- Stachybotrys eucylindrospora D.W. Li (2007)
- Stachybotrys freycinetiae McKenzie (1991)
- Stachybotrys kampalensis Hansf. (1943)
- Stachybotrys kapiti Whitton, McKenzie & K.D. Hyde (2001)
- Stachybotrys longispora Matsush. (1975)
- Stachybotrys mangiferae P.C. Misra & S.K. Srivast. (1982)
- Stachybotrys microspora (B.L. Mathur & Sankhla) S.C. Jong & E.E. Davis (1976)
- Stachybotrys nephrodes McKenzie (1991)
- Stachybotrys nephrospora Hansf. (1943)
- Stachybotrys nilagirica Subram. (1957)
- Stachybotrys oenanthes M.B. Ellis (1971)
- Stachybotrys parvispora S. Hughes (1952)
- Stachybotrys ruwenzoriensis Matsush. (1985)
- Stachybotrys sansevieriae G.P. Agarwal & N.D. Sharma (1974)
- Stachybotrys sinuatophora Matsush. (1971)
- Stachybotrys suthepensis Photita, P. Lumyong, K.D. Hyde & McKenzie (2003)
- Stachybotrys theobromae Hansf. (1943)
- Stachybotrys waitakere Whitton, McKenzie & K.D. Hyde (2001)